# 圣丽塔-迪雅库廷加
圣丽塔-迪雅库廷加是巴西米纳斯吉拉斯州的一个市镇。总面积437.555平方公里，总人口5588人，人口密度12.8人/平方公里。